# Parque Natural del Carrascal de la Fuente Roja
Parque Natural del Carrascal de la Fuente Roja – obszar chronionego krajobrazu znajdujący się w Alcoy, we wspólnocie autonomicznej Walencja w Hiszpanii.
Obszar ten został założony w 1987 roku, jego powierzchnia wynosi 23 km². W parku można spotkać między innymi piaskarkę algierską, jaszczurkę perłową, gniewosza południowego, zniczka zwyczajnego, krogulca zwyczajnego, rudzika, żbika europejskiego i żeneta zwyczajnego.